# نوریچ (نیویورک)
نوریچ (به انگلیسی: Norwich) شهری در شهرستان چنانگو ایالت نیویورک است که در سرشماری سال ۲۰۱۰ میلادی، ۷۳۵۵ نفر جمعیت داشته است. نوریچ، به‌طور رسمی در تاریخ ۱۹۱۴ میلادی به‌عنوان یک شهر شناخته شد.

## نگارخانه

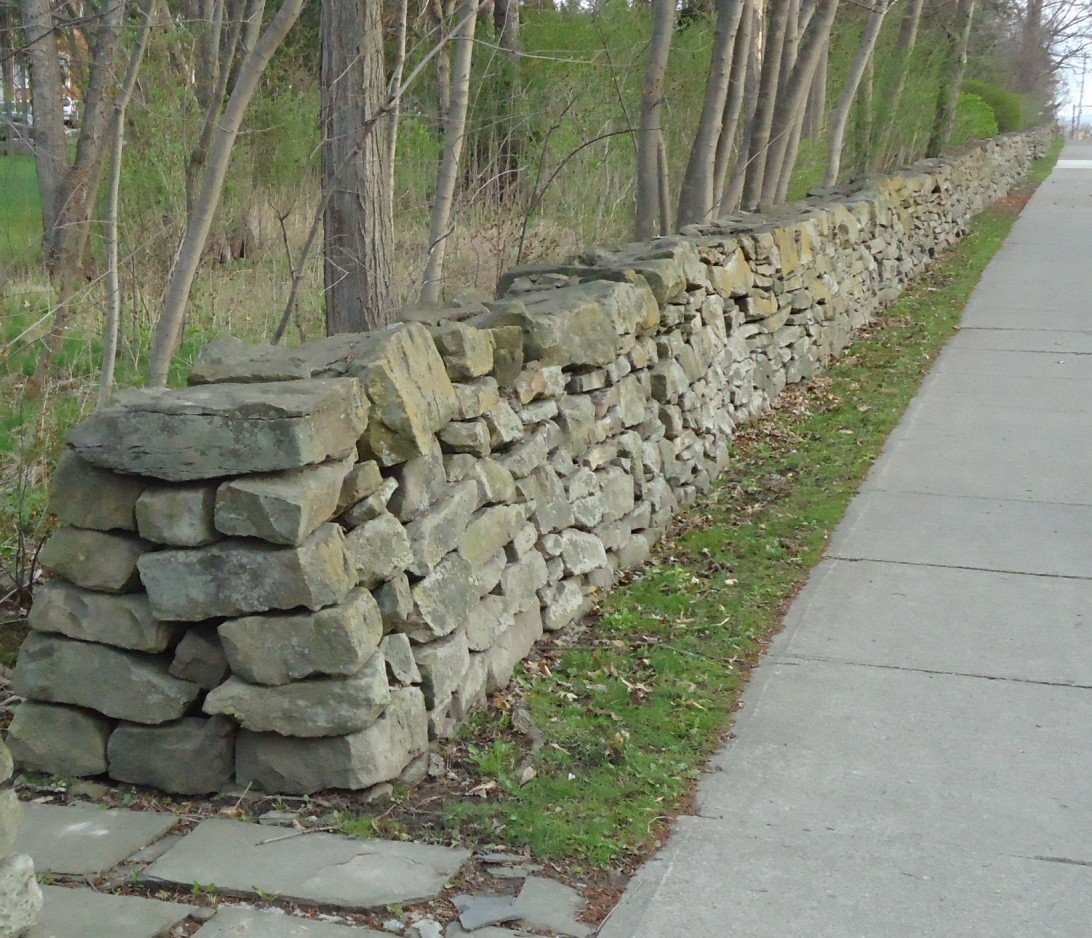
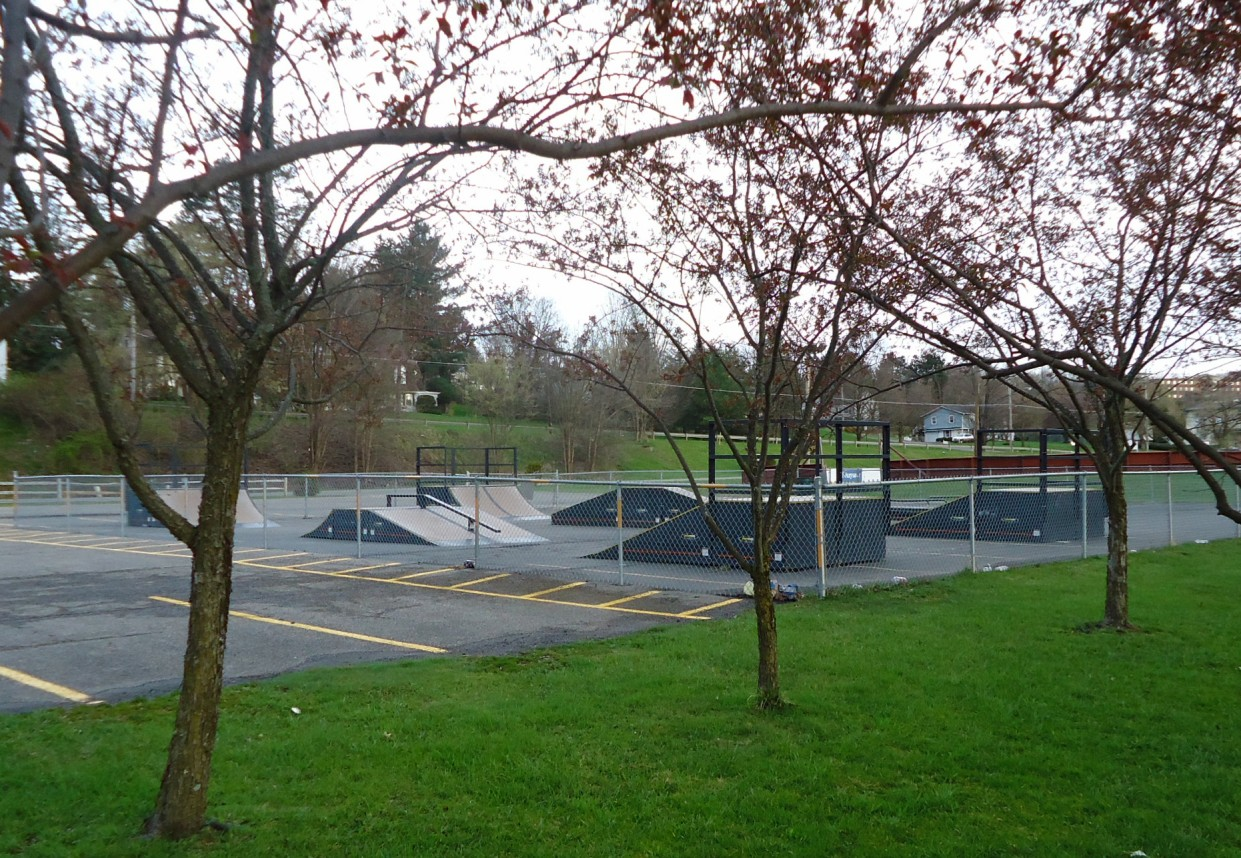
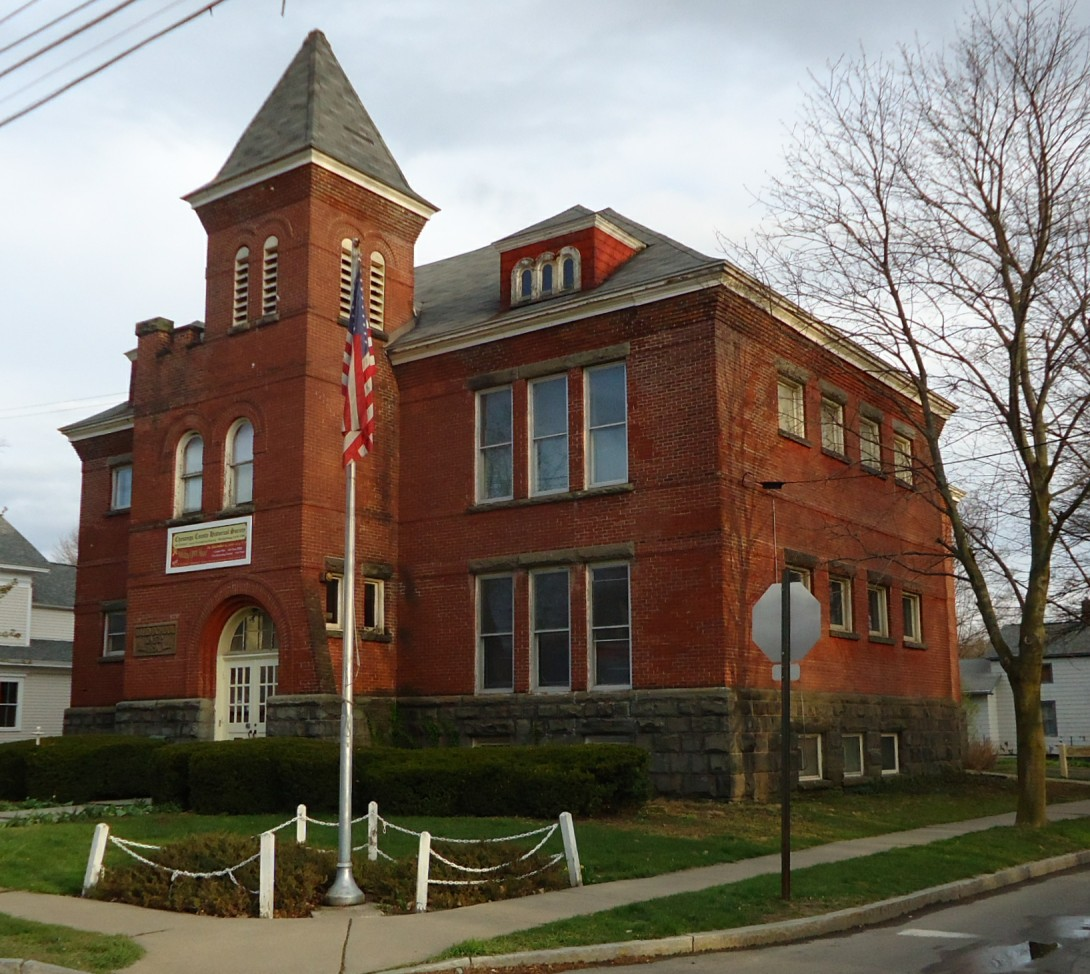
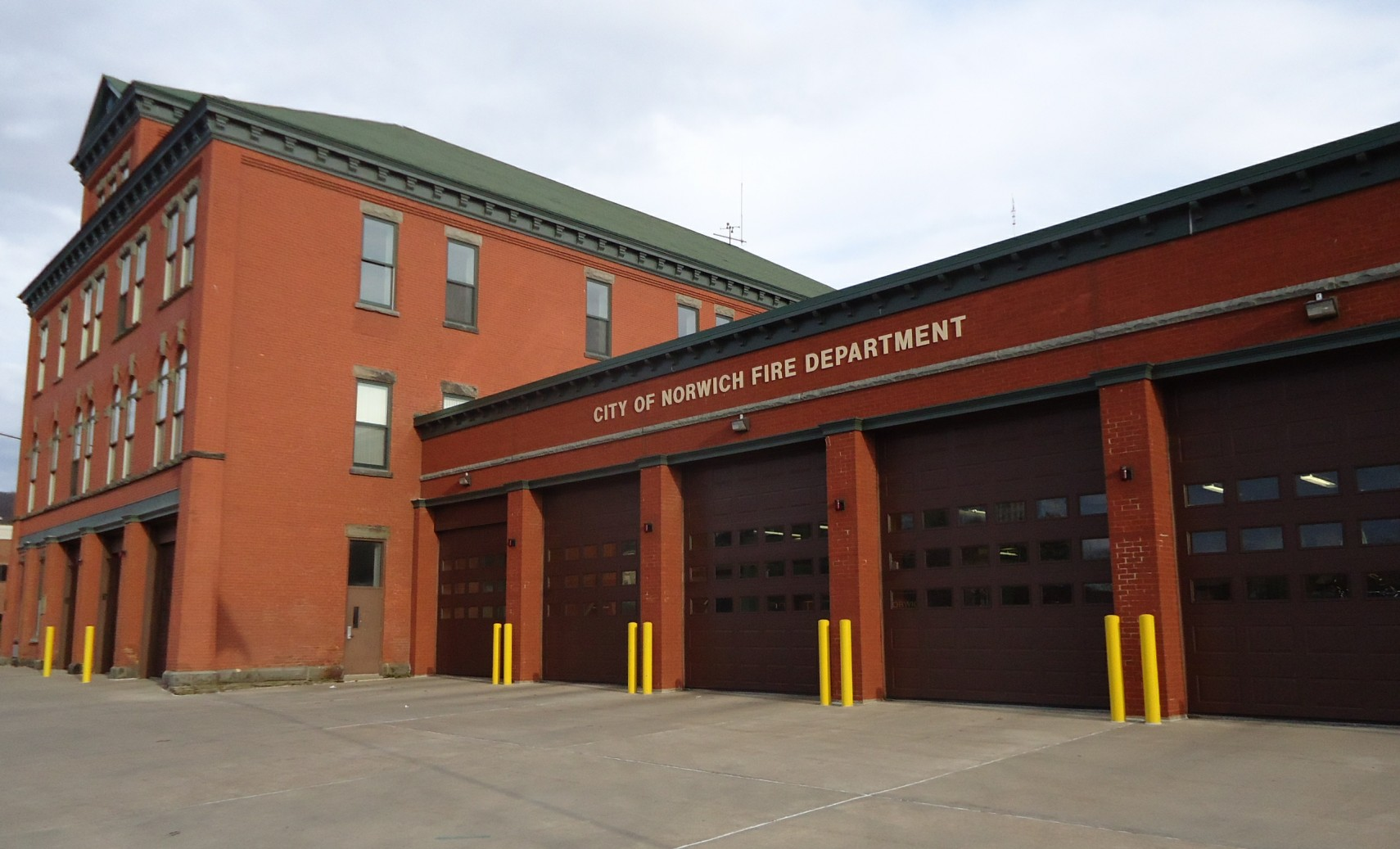
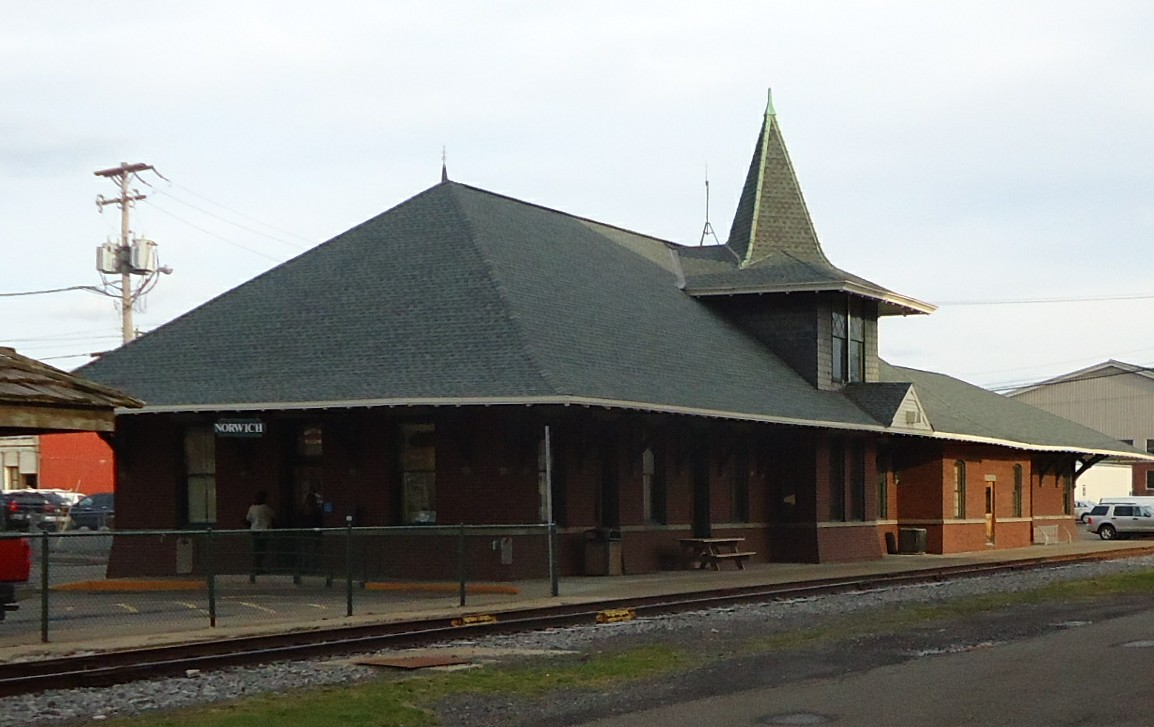
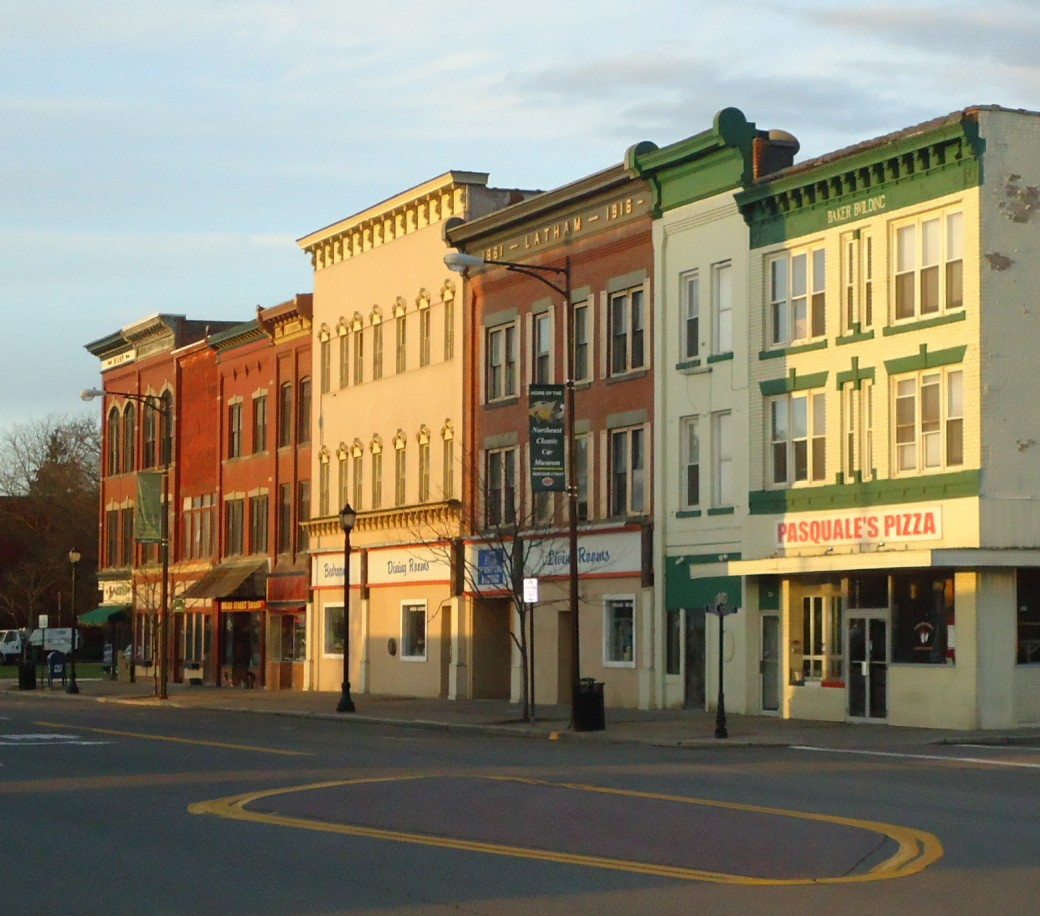
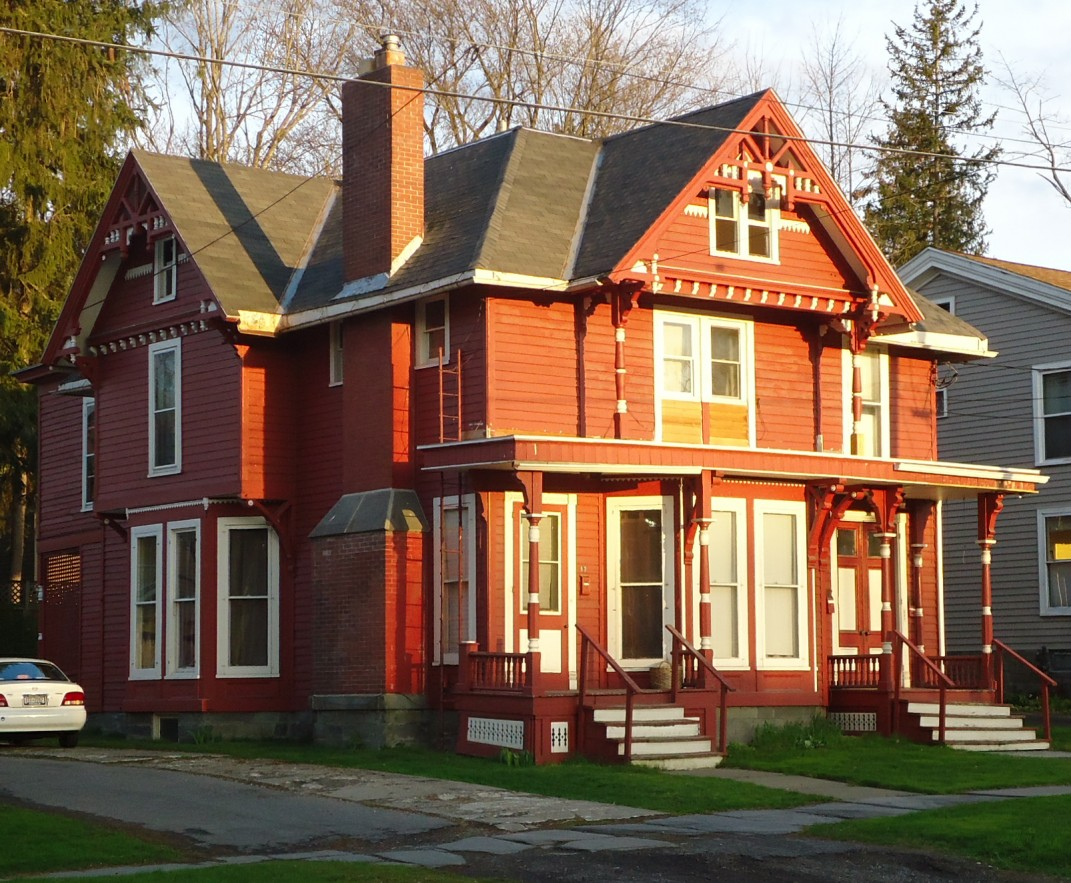
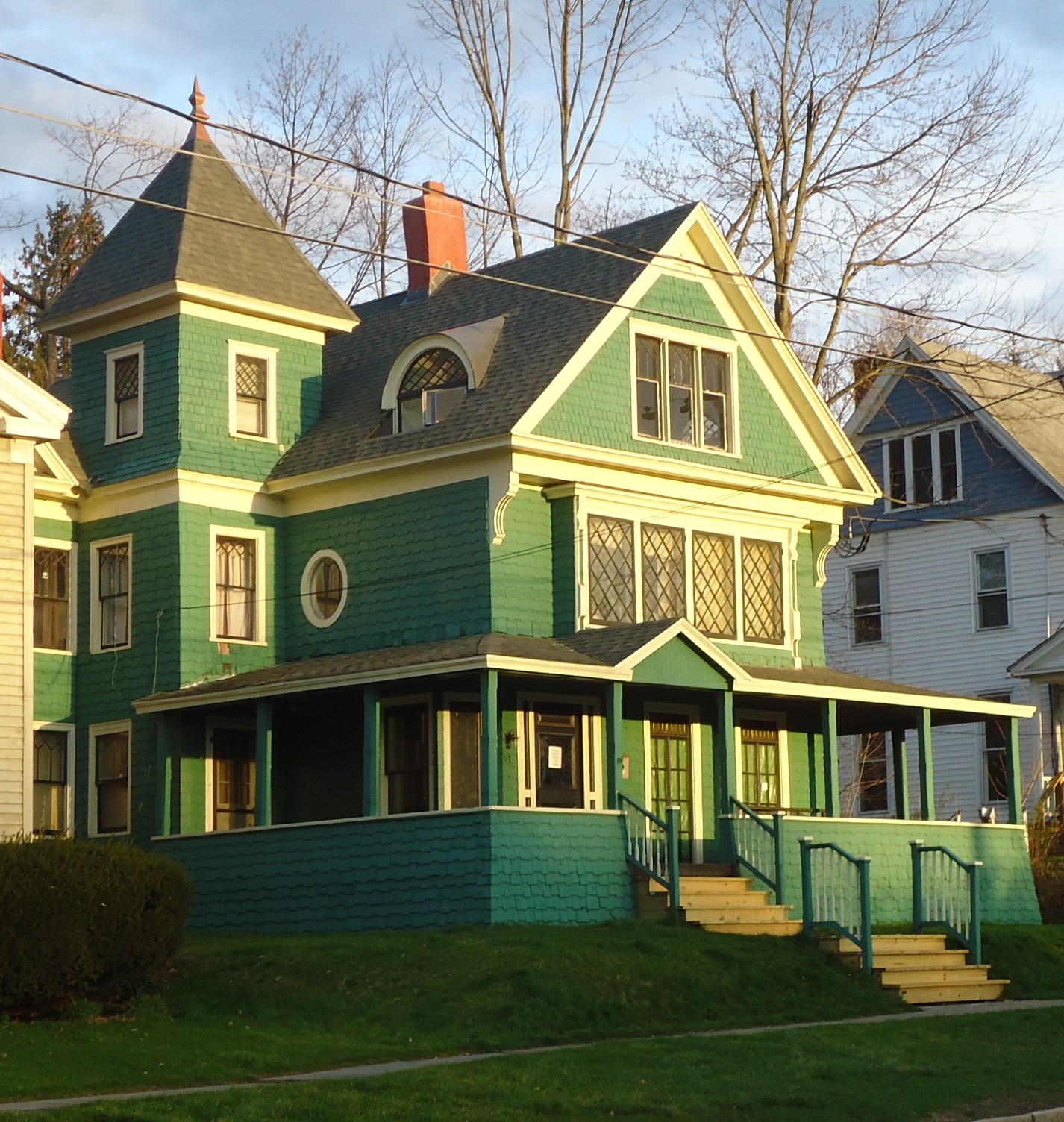
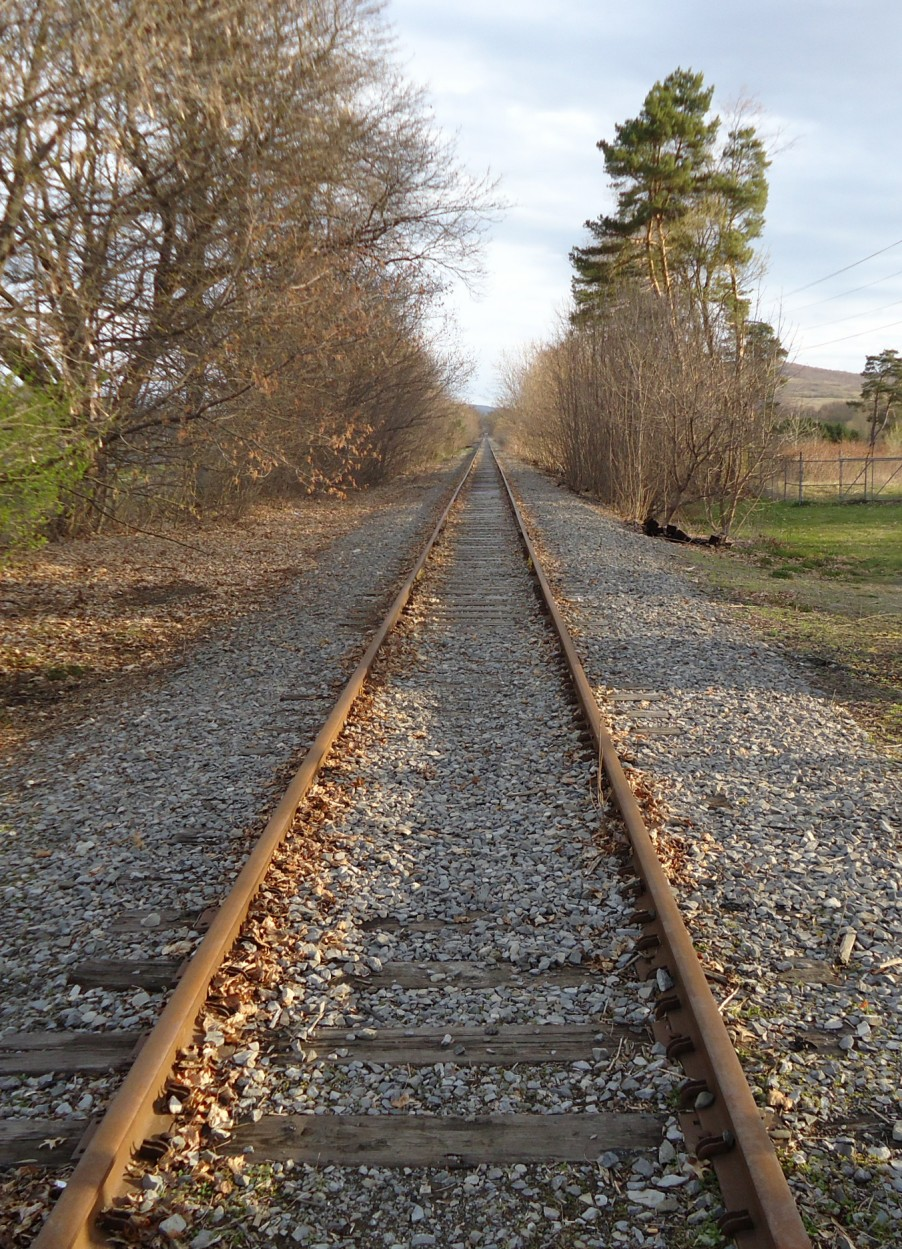
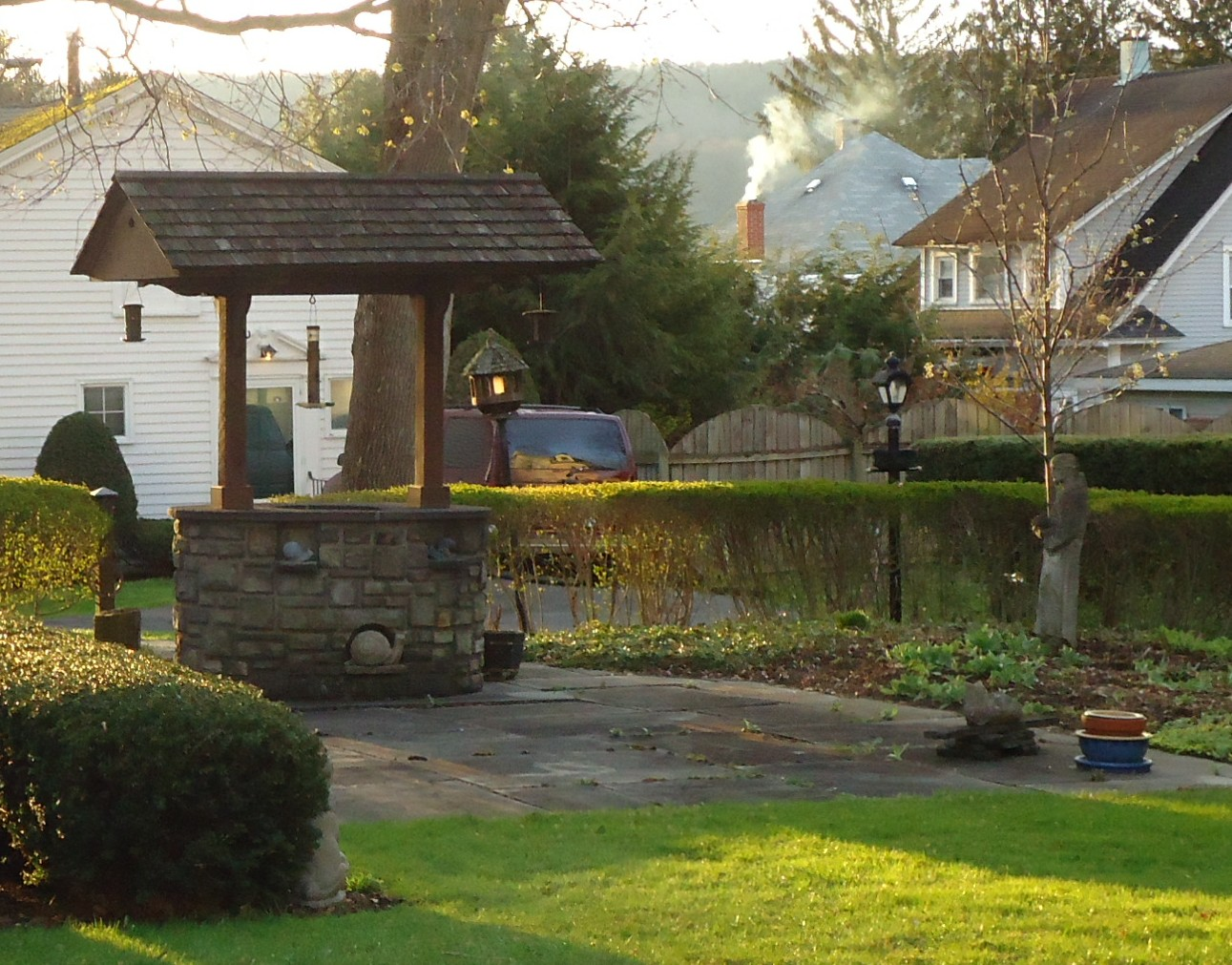
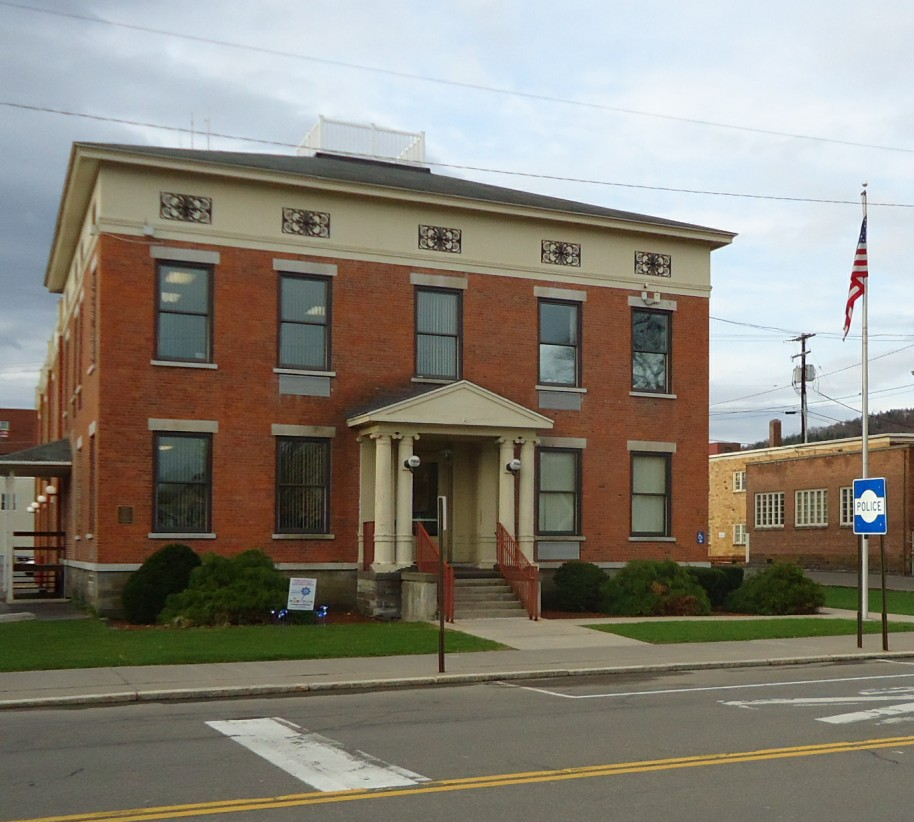
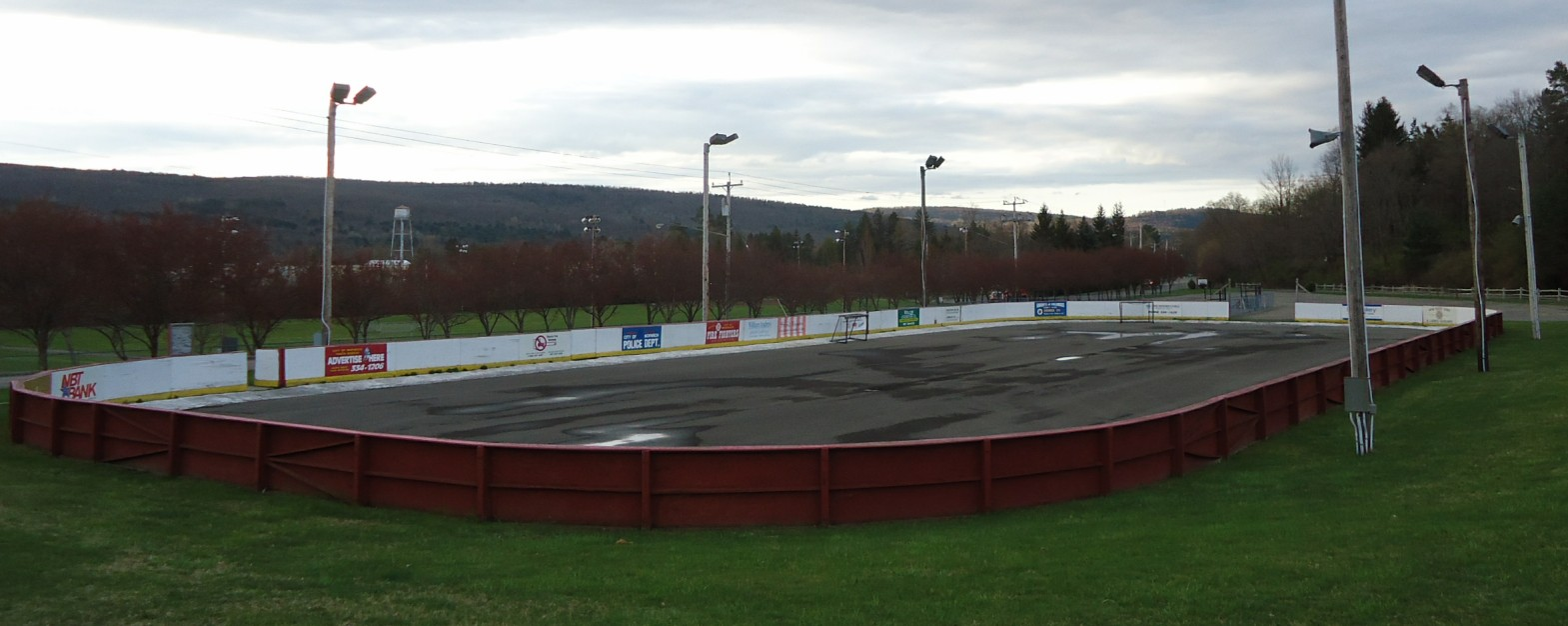
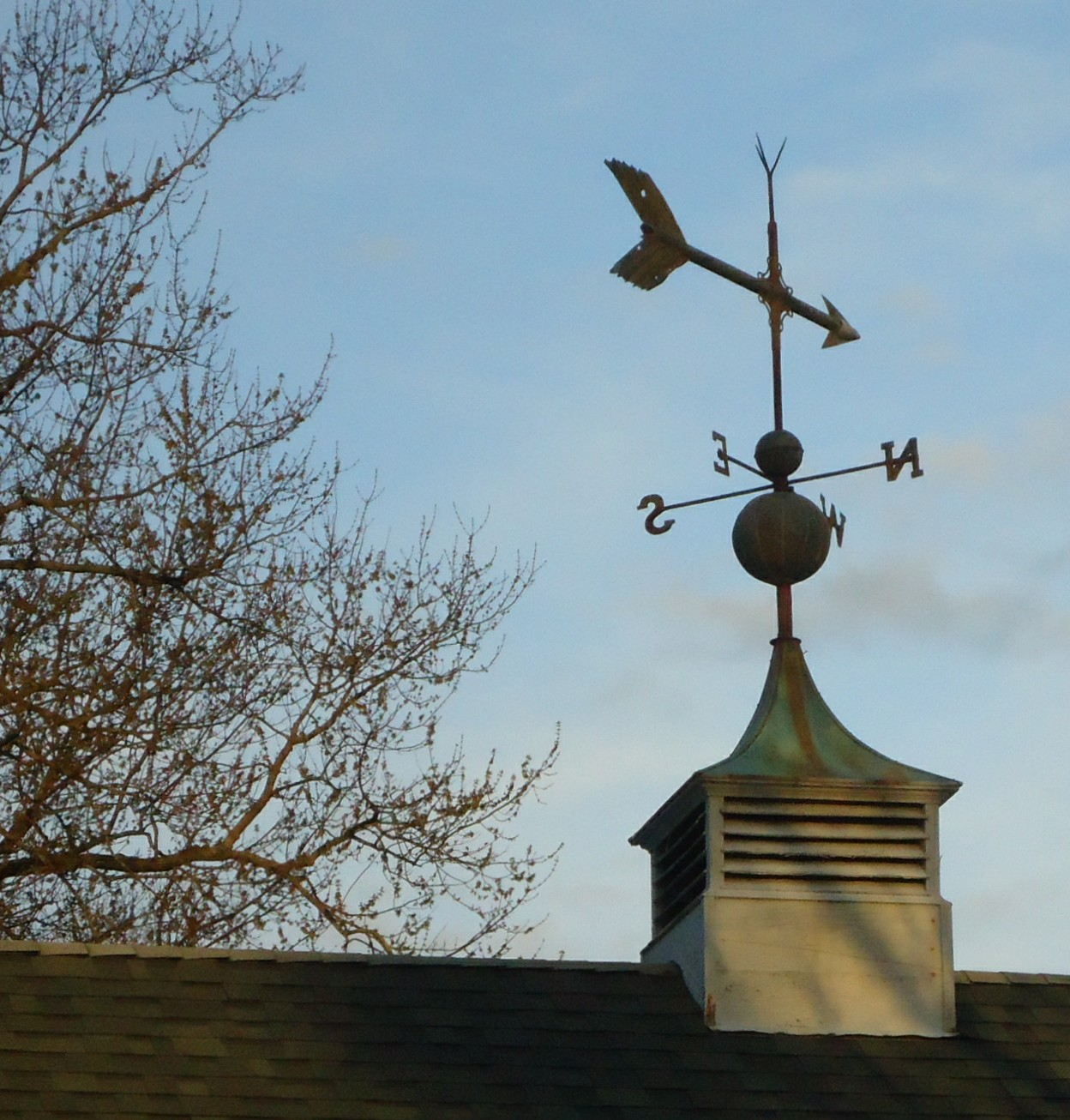
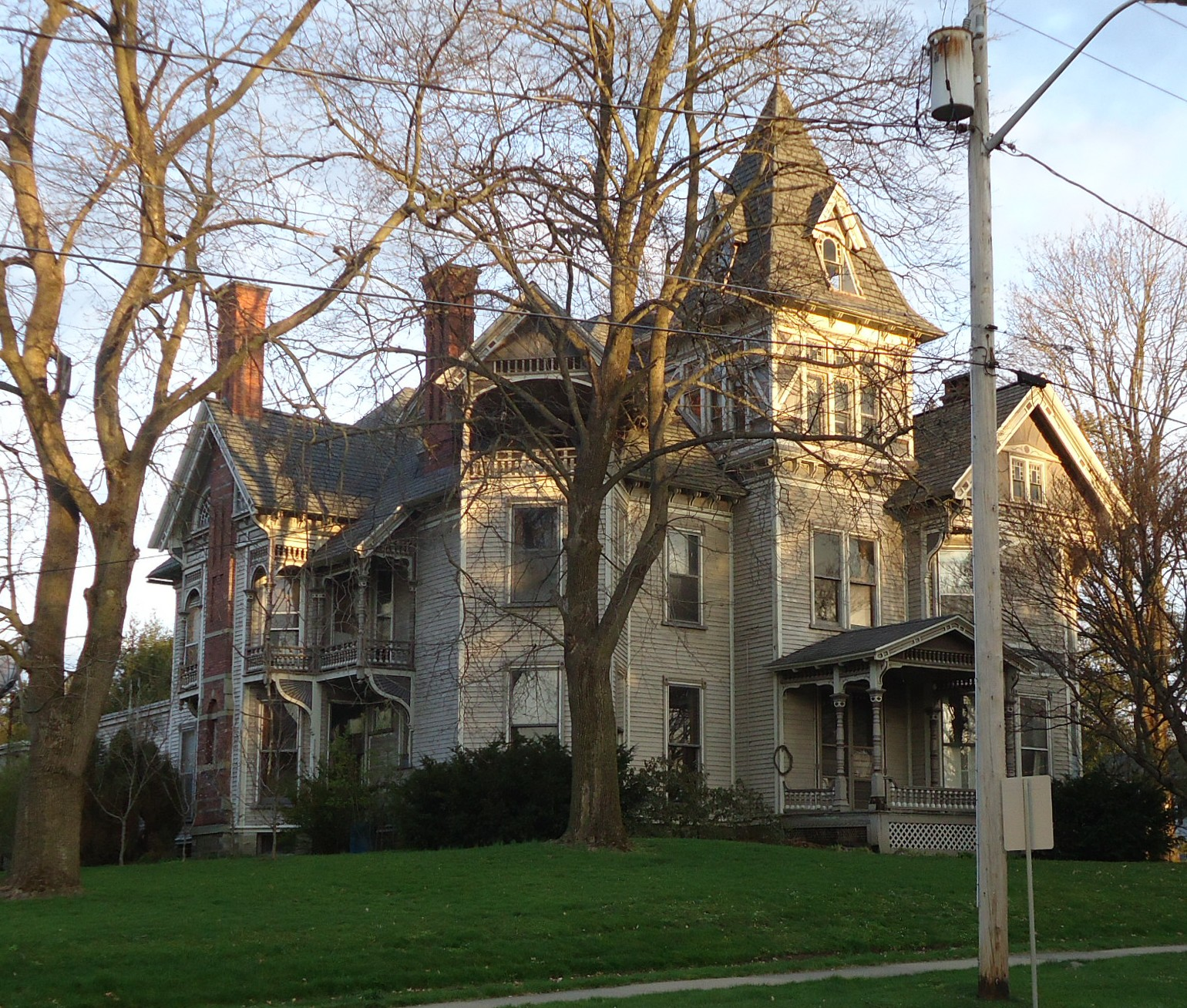
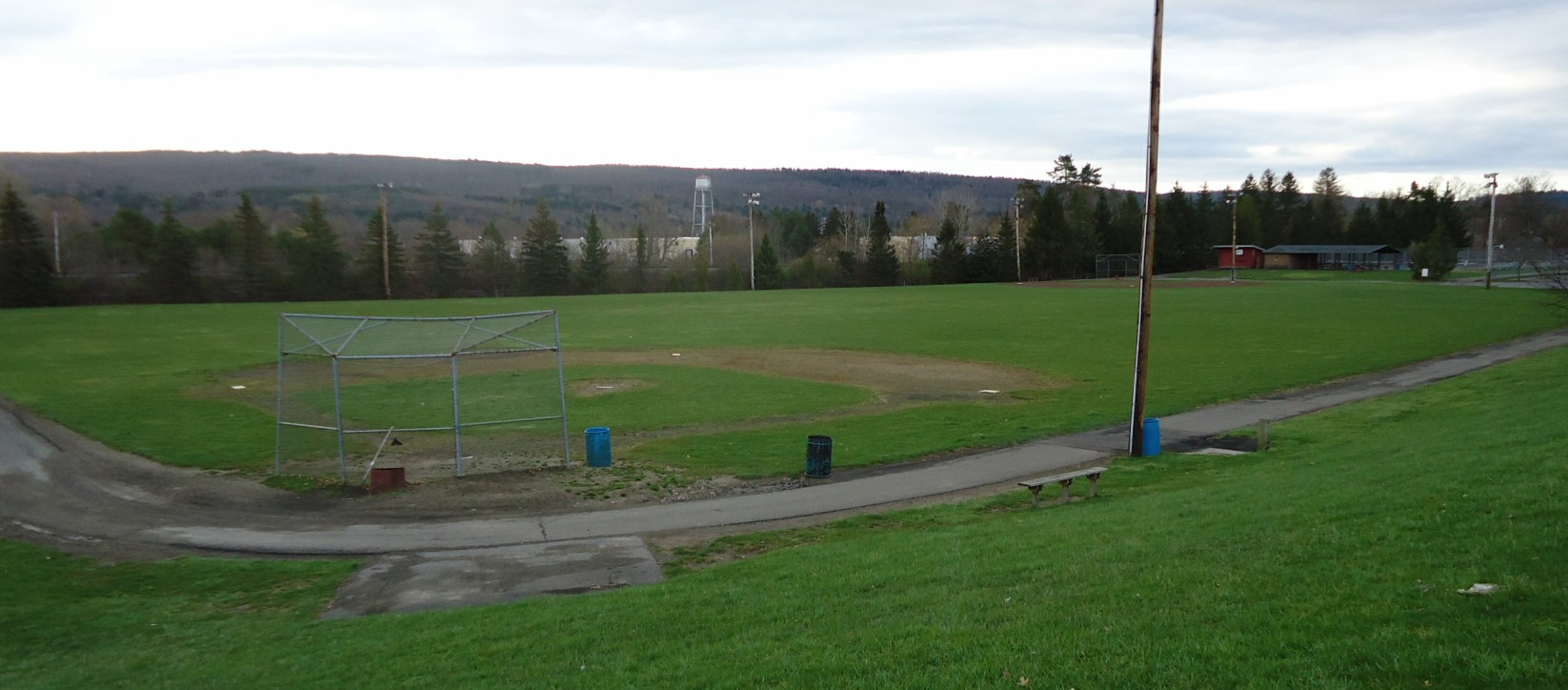
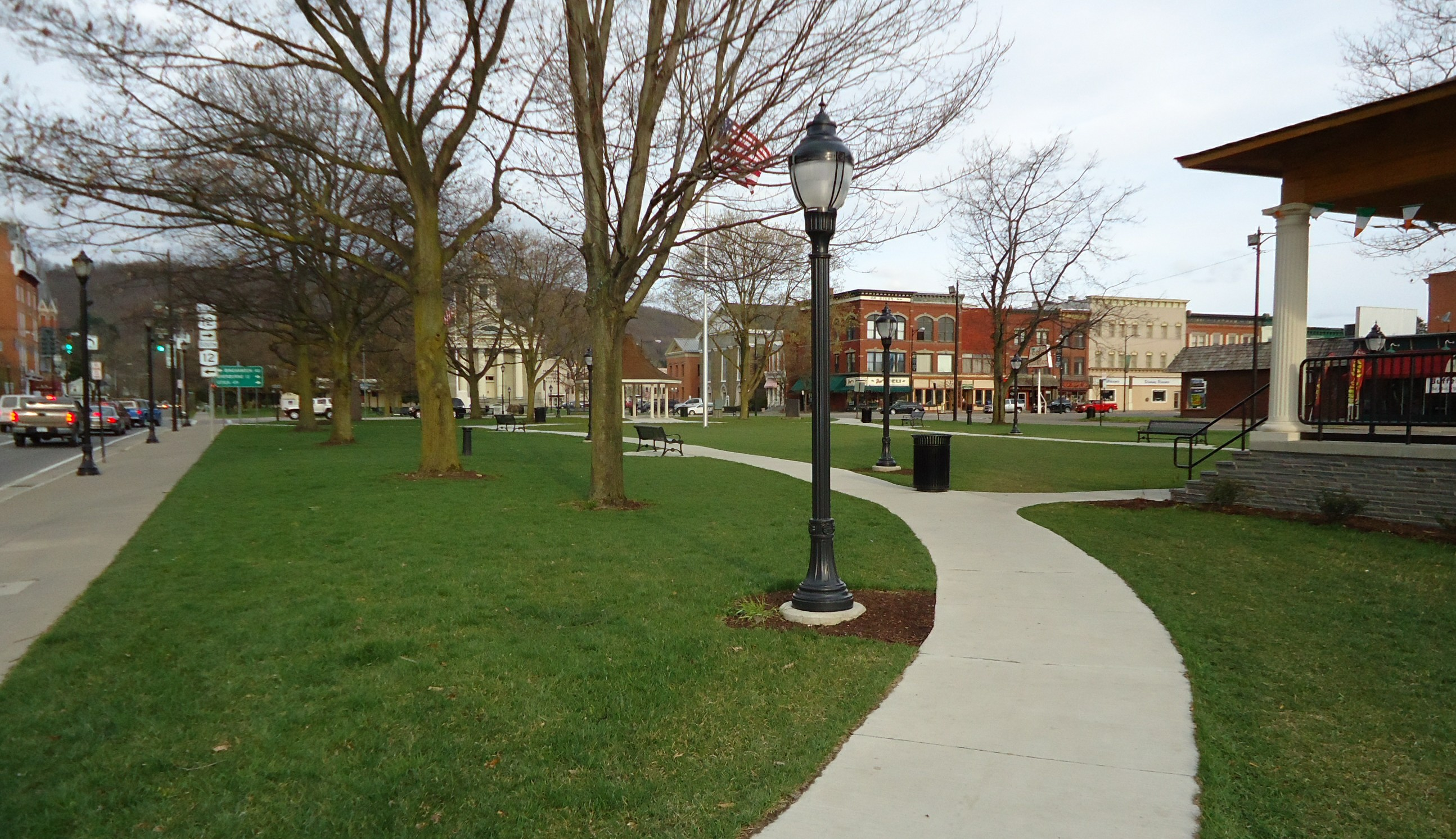